# Гатри, Уильям Кит Чеймберс
Уильям Кит Чеймберс Гатри (англ. William Keith Chambers (W. K. C.) Guthrie; 01.08.1906, Лондон — 17.05.1981) — шотландский антиковед, исследователь античной религии и философии. Профессор Кембриджа, член Британской академии (1952). Известен своей шеститомной «Историей греческой философии» (1962-81).

## Краткая биография
В 1932—1957 годах член Питерхауса.
В 1946/7-1952 годах Лоуренсовский лектор антиковедения, в 1952-73 гг. Лоуренсовский профессор античной философии Кембриджа.
В 1957—1972 годах одновременно мастер (глава) Даунинг-колледжа Кембриджа.
В 1933 году женился, двое детей.

## Жизнь и карьера
Уильям Кит Чемберс Гатри родился в Лондоне в 1906 г.; оба его родителя были шотландцами по происхождению. Отец в юности готовился стать священнослужителем, и хотя проработал всю жизнь в Вестминстерском банке в Лондоне, душой был более всего привязан к пресвитерианской церкви в Клэпеме, районе на юге Лондона. Семья Гатри, где помимо него была еще старшая сестра Кэтрин, впоследствии также филолог-классик, придавала особое значение христианским ценностям и идеалам, приверженность к которым Гатри сохранял всю жизнь.
Среднее образование Кит Гатри получил в Далвич-колледже, старинной лондонской школе для мальчиков (основана в 1619 г.), с традиционно сильным преподаванием классических языков.
Благодаря своим успехам в греческом и латыни Кит по окончании школы получил стипендию в Тринити-колледже Кембриджского университета и начал учебу
в 1925 г. Судя по многочисленным наградам, полученным им за годы обучения в университете, включая медаль канцлера по классической филологии, Кит Гатри
был блестящим студентом; научные занятия были его главным делом, увлечение же политикой, весьма модное тогда в Кембридже, его не затронуло.
Получив по окончании университета одну из высших в Кембридже стипендий для самостоятельной научной работы (the Craven studentship), Гатри весной
1929 г. присоединился к эпиграфической экспедиции в центральную Анатолию и впервые посетил Афины и Константинополь. Занятия эпиграфикой были ему по
душе, и он еще дважды, в 1930 и 1932 г., выезжал в научные экспедиции в Турцию, результаты которых были вскоре опубликованы в нескольких томах серии «Памятники древней Малой Азии»1. В эти же годы он был избран членом старейшего в Кембридже Питерхаус-колледжа (колледжа св. Петра) и начал читать лекции по Аристотелю, а позже по греческой религиозной мысли.
Серьезно относясь к своим обязанностям наставника, Гатри посвящал много времени индивидуальным занятиям со студентами. Одна из них, Адель Огилви из Мельбурна, добилась отличных успехов и через год после окончания вернулась в Кембридж, чтобы продолжить занятия греческой философией под руководством Корнфорда. В 1933 г. Кит и Адель поженились и, пока не нашли себе подходящее жилье, жили в доме Корнфорда.
В семействе Гатри было двое детей.
В 1935 г. Гатри получил должность университетского лектора, и в этом же году в серии, издававшейся А. Б. Куком, вышла его книга «Орфей и греческая религия». Она стала первым большим успехом молодого исследователя, продемонстрировав самостоятельность и зрелость Гатри как ученого. С присущей всем его научным работам ясностью изложения Гатри представил научной публике первую подробную историю легенды
об Орфее и орфического религиозного движения от его зарождения в VI в. до соприкосновения с христианством. Книга была основана на детальном разборе всех заслуживающих внимания античных источников, письменных и изобразительных, и учитывала практически
все современные работы по этой теме. 
Рецензенты были на редкость единодушны. Очень одобрительным был отзыв Отто Керна, крупного исследователя
греческой религии, в частности, орфизма. Знаток греческой мифологии X. Роуз, известный эмпирическим подходом к предмету, назвал свою рецензию на Гатри «Орфей и здравый смысл», с удовлетворением отмечая отсутствие в работе спекулятивных и априорных построений.
Действительно, деликатно, но твердо уходя от крайних точек зрения, например, что орфизма вообще не было (как утверждал знаменитый Виламовиц)
или что он был повсеместно распространен и включал в себя даже Элевсинские мистерии (Харрисон), Гатри смог так умело выстроить убедительную теорию
орфизма как особого религиозного течения, сосуществовавшего с обычной полисной религией, что его книга до сих пор служит введением в эту проблематику1. После периода скептицизма, когда позиция Виламовица, как казалось, возобладала, опубликование в последние десятилетия новых орфических табличек и особенно папируса из Дервени подтвердили правоту основных выводов Гатри и историческую реальность орфизма как религиозного течения.
Во второй половине 1930-х годов Гатри занимался в основном Аристотелем. Он подготовил издание и перевод его трактата «О небе», посвятив его Корнфорду3, и напечатал ряд статей, ставших впоследствии классическими, о зависимости взглядов Аристотеля от Платона.
Его административные обязанности становились более обширными: он вошел в число прокторов университета (они занимались финансами, приемом экзаменов у бакалавров и др.), а в 1939 г. стал официальным оратором Кембриджа, ответственным за написание и произнесение на латыни похвальных речей по случаю присвоения степени доктора honoris causa какой-нибудь знаменитости. Занимая эту почетную должность восемнадцать лет, Гатри очень ценил ее, в том числе и за возможность познакомиться с такими людьми, как Черчилль, Неру и А. Швейцер, и воздать должное их делам. Через год после начала Второй мировой войны Гатри призвали в армию и по старой английской традиции направили в созданную в 1940 г. разведывательную службу: в филологах-классиках по-прежнему видели интеллектуалов, способных решать самые различные задачи.
В 1943 г. он в чине майора был направлен в Стамбул (пригодилось его знание разговорного турецкого), где занимался контрразведкой против Германии и ее союзников на Балканах и Ближнем Востоке. На этом поприще, кстати, Гатри встречался с Кимом Филби, который оставил у него самые неприятные впечатления.
Демобилизовавшись в 1946 г., Гатри вернулся в Кембридж. Несмотря на возросшие обязанности в колледже и в сенате университета (там Гатри увлеченно занимался научной политикой), он сумел написать и издать в 1950 г. сразу две книги. Одна из них, «Греческие философы. От Фалеса до Аристотеля», основывалась на его лекциях для студентов, не занимавшихся классической филологией, и была своего рода приготовлением к его будущей «Истории». Другую, «Греки и их боги», посвященную А. Б. Куку, можно назвать введением в греческую религию для любителей классической литературы, в котором должное место уделялось научным дискуссиям по общим и конкретным вопросам. В обеих книгах Гатри продемонстрировал мастерство представить неспециалистам центральные области античной культуры, не снижая при этом научный уровень изложения.
Обе книги последний раз издавались в 1977 г. и в настоящее время имеют скорее исторический, чем актуальный интерес. 
В том же 1950 г. Гатри опубликовал неизданные статьи и эссе Корнфорда, сопроводив их полным любви и почтения к учителю «Мемуаром», в котором дал общую оценку его творчества. Отзываясь о ранних теориях Корнфорда максимально тактично, он все же отмечает их ущербность, связанную, в том числе, с энтузиазмом ранних поисков происхождения религии и философии, а также с гипотетичностью реконструкций, касающихся доисторического периода. Тем не менее он был готов согласиться со многими идеями Корнфорда, например, о близости милетской школы к олимпийской религии, а пифагорейской — к религии мистерий.
С явным удовлетворением Гатри отмечал отличие зрелых трудов Корнфорда о Платоне, где он имел дело с полностью сохранившимися текстами и анализировал
философские аргументы, от его ранних (и поздних) реконструкций раннегреческой мысли. «Чтение его временами приносит такую полноту наслаждения,
которое я сам получаю от „Федона“, а другие — от созерцания формы и росписи греческой вазы», — эти прочувствованные слова говорят о Гатри не меньше, чем о его учителе.
Через два года Гатри, исполнитель завещания Корнфорда в части его произведений, опубликовал еще один неизданный труд учителя, «Principium Sapientiae. Происхождение греческой философской мысли». Это была своего рода новая версия книги "От религии к философии ", с мифом и ритуалом в качестве источников философской космогонии, но с опорой на новые этнографические данные и теории, которые позволили Корнфорду увидеть в греческих прорицателях, поэтах и философах наследников древних шаманов, соединявших в себе эти три роли, и подробно рассмотреть процесс их дифференциации. Еще отчетливей идея греческого шаманизма была развита в вышедшей за год до этого знаменитой книге Эрика Доддса «Греки и иррациональное» —
и надолго пустила корни в антиковедении. К ритуалу и шаманизму Гатри остался в целом равнодушен, о роли мифа в его взглядах на становление греческой философии нам еще предстоит сказать.
В 1952 г. Гатри одновременно был избран членом Британской академии и получил должность Лоуренсовского профессора древней философии, которую после
Корнфорда занимал Р. Хакфорт. В инаугурационной лекции, произнесенной в 1953 г., Гатри представил свое видение того, как исследовать античную философию: собственно классическая филология играет здесь роль оси, а другие дисциплины, и в их числе востоковедение, полевая антропология (не путать с антропологией Фрэзера и ритуалистов!) и психология, поддерживают ее в качестве спиц. 
Особую роль он отводил современной науке, в которой искал и родство с древнегреческой, и отличия от нее. Эта линия отчетливо видна в «Истории греческой философии», особенно на фоне бросающегося в глаза отсутствия в первых ее томах современной философии.
В первом томе «Истории» Гатри, воздерживаясь, как обычно, от категоричных утверждений, все же дал понять, что "современные методы философской критики
" в применении к античному материалу могут привести к анахронизму в трактовке раннегреческой философии.
Опасения Гатри были вполне обоснованы. Так, опыты М. Хайдеггера и Х.-Г. Гадамера по истолкованию греческой философии в свете их собственных теорий и методов серьезно страдали анахронизмом и модернизацией и не получили признания за пределами круга (пусть и весьма широкого) поклонников двух великих немецких философов. 
Более адекватным является аналитический подход к греческой философии, практикующий анализ отдельных изолированных аргументов и оценку их логической корректности или некорректности, особенно когда этот метод используют профессиональные классики и историки античной философии, такие как Г. Властос, Дж. Оуэн, Дж. Барнз, М. Бернит, Джулия Аннас и др. Во второй половине XX в. это направление стало весьма влиятельным в англоязычных странах, однако и его с самого начала критиковали за неисторический подход к греческим философским текстам и вчитывание в них своих собственных предпосылок, что нередко признают и сами аналитики. 
Хотя основатели аналитической философии — Бертран Рассел, Людвиг Витгенштейн, Дж. Э. Мур — в разное время подолгу преподавали в Тринити-колледже, Гатри не усматривал в ней чего-либо полезного для своего понимания греческой философии. Для него, как для классика, она оставалась самоценной и в известном смысле самодостаточной областью исторических исследований, которая не нуждалась в оправдании современной философией. «Для Гатри в 1953 г. современная философия была не столько позитивным источником вдохновения, сколько негативным источником возможного анахронизма. В основе своей этот подход не изменился и позже»1. Это относилось и к современной философии науки. Во втором томе Гатри несколько раз упомянул С. Тулмина и К. Р. Поппера, с которым его связывали глубокая взаимная симпатия и уважение, но никак не отреагировал на породившую широкие споры статью Поппера «Назад к досократикам», где тот по-новому ставил вопрос о вкладе досократиков в современную науку и философию в свете собственной теории критического рационализма.
В должности профессора Гатри делил рабочее время между преподаванием, научной работой и административными обязанностями, относясь ко всем этим
видам деятельности чрезвычайно ответственно. Он всегда писал свои лекции заранее и читал их с листа, стремясь сохранить баланс между ясностью и выразительностью.
Вне лекций, в клубе, он был готов вступать в дискуссии с коллегами и студентами, но, когда его приглашали в университеты Австралии и США, то всегда
предпочитал лекции семинарам, не имея, видимо, особой склонности к публичной полемике и желая спокойно обдумывать свои аргументы. 
В 1957 г. Гатри был избран мастером Даунинг-колледжа и стал посвящать много времени председательству в различных комитетах, участию в социальной и культурной жизни колледжа.
Иногда он читал проповеди в часовне колледжа, пользуясь этой возможностью поговорить на темы религии и морали. 
В этом году в семье Гатри случилось
большое горе: умерла его юная и подававшая блестящие надежды дочь Анна. Вера была одним из способов примириться с этой утратой. Взгляды Гатри на университетскую жизнь были умеренно консервативны, и его ценности подверглись серьезному испытанию во время студенческих волнений рубежа 1960—1970-х годов, к участникам которых он не питал никаких симпатий. И все же благодаря его миролюбию и готовности к дискуссии колледж сумел избежать серьезных происшествий. 
На посту мастера Гатри пробыл пятнадцать лет, уйдя в отставку согласно ограничению, введенному в статут колледжа им самим.

## Награды
- Мессенджеровские лекции (1956)